# Außeraigen
Außeraigen ist eine Streusiedlung in der Gemeinde Aspangberg-St. Peter in Niederösterreich.

## Geografie
Die Siedlung befindet sich westlich von Aspang-Markt und besteht aus mehreren Einzellagen. Es sind dies die benannten Lagen Fuchs, Reithofer, Tauner und weiters gibt es einige unbenannte Lagen.

## Geschichte
Im Jahr 1822 wurde der Ort als Streusiedlung mit 19 Häusern genannt, die nach Aspang eingepfarrt war und wohin auch die Kinder eingeschult wurden. Die Herrschaft Aspang besaß die Ortsobrigkeit, übte die Landgerichtsbarkeit aus und besorgte die Konskription. Über die Untertanen und Grundholde des Ortes verfügten die Herrschaften Aspang und Ziegersberg. Laut Adressbuch von Österreich waren im Jahr 1938 in Außeraigen zwei Gastwirte, eine Schneiderin, zwei Schuster und mehrere Landwirte ansässig.